# ملعب تشوكاريتشكي
ملعب تشوكاريتشكي هو ملعب متعدد الأغراض يقع في بلغراد، صربيا. يستخدم حالياً في الغالب لمباريات كرة القدم ويعتبر الملعب البيتي لنادي تشوكاريتشكي. يتسع لجلوس 4،070 متفرج.